# War Verse and Other Verse (tomik Philipa Corneliusa Hayesa)
War Verse and Other Verse – tomik wierszy amerykańskiego poety, weterana Wojny secesyjnej i polityka  Philipa Corneliusa Hayesa (1833–1916), opublikowany w 1914. Stanowi poetycką relację z przebiegu wojny domowej w Stanach Zjednoczonych. Liczy ponad dwieście stron i zawiera z górą dziewięćdziesiąt utworów.